# فرودگاه شهرستان کولوزا
فرودگاه شهرستان کولوزا (به انگلیسی: Colusa County Airport) یک فرودگاه است که یک باند فرود آسفالت دارد و طول باند آن ۹۱۴ متر است. این فرودگاه در کشور ایالات متحده آمریکا قرار دارد .